# Салий, Иван Николаевич
Ива́н Никола́евич Сали́й (2 ноября 1943 — 26 сентября 2020) — советский и украинский политик, народный депутат Украины I и III созывов, с 1992 по 1993 год представитель Президента Украины в Киеве — глава Киевской городской государственной администрации.

## Биография
Служил моряком на Балтийском флоте. Получил инженерное образование, работал в пищевой промышленности, а также на разных партийных должностях. В 1983—1990 гг. 1-й секретарь Подольского райкома КПУ г. Киева.
В период 1990—1992 гг. был одним из наиболее популярных политиков Украины и даже выдвигал свою кандидатуру на должность 1-го секретаря ЦК КПУ на съезде партии в 1990 г., но проиграл Л. Кравчуку. На гребне популярности назначен на должность руководителя городской администрации Киева, однако уже в следующем, 1993 г., был уволен.
Семья: Женат. Есть двое сыновей.

## Награды
- Орден «Знак Почёта» (1986)
- Заслуженный работник транспорта Украины (2000)
- Почётная грамота Кабинета министров Украины (2001)
- Орден Святого Равноапостольного Великого князя Владимира III степени (2002)
- «За заслуги» III степени (2003)[5]

## Книги
- «Я возвращаюсь» (1993)
- «Как преодолеть кризис и унижения? Немного о региональной политике Украины» (1998)
- «Лицо столицы в судьбах её руководителей» (2003)